# Kommissar Wallander: Die weiße Löwin
Kommissar Wallander: Die weiße Löwin ist ein von der BBC produzierter Kriminal-Fernsehfilm aus dem Jahr 2015 mit Kenneth Branagh in der Hauptrolle des Kommissars Kurt Wallander.  Es handelt sich um die erste Folge der vierten Staffel, also die insgesamt zehnte Folge der Kommissar Wallander-Reihe und um eine Verfilmung des Wallander-Romans Die weiße Löwin von Henning Mankell.
Der Roman war bereits 1996 unter dem Titel Die weiße Löwin mit Rolf Lassgård in der Titelrolle verfilmt worden.
Die Premiere der deutschen Version von Kommissar Wallander: Die weiße Löwin erfolgte am 25. Dezember 2015, die der englischen Originalversion am 22. Mai 2016.

## Handlung
Kurt Wallander, dessen Enkeltochter Klara inzwischen auf der Welt ist, besucht eine Konferenz in Kapstadt, auf der Max Khulu, der Vorsitzende des Tourismusausschusses, einer der Hauptredner ist. Auch Wallander soll eine Rede halten. Da wird er von der hiesigen Polizei gebeten, mit dem schwedischen Sozialarbeiter Axel Hedemann, der sich um straffällig gewordene Jugendliche kümmert, zu reden, dessen Ehefrau, die Lehrerin Inga Hedemann, seit zehn Tagen vermisst ist. Nachdem er die Vermisstenanzeige aufgegeben hat, hat er den Eindruck, dass die Polizei nur unzureichend ermittelt, und spricht statt mit der Polizei lieber mit der Presse. Mit Sgt. Grace Mthembu fährt Wallander zu Hedemann und überzeugt ihn, allem Anschein nach erfolgreich, von der Arbeit der Polizei.
Wallander bekommt von Hedemann den Anfahrtsplan für eine Sozialstation, wo Inga vor ihrem Verschwinden alte Schulbücher abholen wollte. Dort findet Wallander unter anderem Ingas Kette und zwei abgetrennte Finger. Wallanders Kollegen in Ystad finden heraus, dass Hedemann in Schweden eine Vorstrafe wegen schwerer Körperverletzung von zehn Monaten auf Bewährung bekommen hat, als er im betrunkenen Zustand seiner Freundin den Arm gebrochen hat. Es stellt sich heraus, dass die abgetrennten Finger dem jugendlichen Gangmitglied Victor Mabasha gehören.
Als Wallander Victor in den Slums treffen und mit ihm reden will, taucht ein Unbekannter auf, der mit einem Motorradhelm maskiert ist, und schießt auf beide. Grace lädt Wallander auf eine Privatfeier bei sich zuhause ein. Dort diskutieren sie darüber, ob die Lebensumstände in Afrika es erlauben, soziale Chancen zu ergreifen. Sie erzählt Wallander, dass „der weiße Löwe“ ein Symbol für Hoffnung ist.
Als Wallander in sein Hotel zurückkehrt, wird er von Viktor abgefangen. Dieser lotst Wallander zu einem verlassenen Haus. Wallander versucht, von ihm etwas über das Verschwinden von Inga zu erfahren. Viktor erzählt, dass er darauf trainiert wurde, eine wichtige Persönlichkeit zu erschießen, und äußert den Wunsch, mit Wallander nach Schweden zu gehen. Während Wallander versucht, Grace telefonisch zu erreichen, sieht er, wie der Attentäter mit dem Motorradhelm Richtung Viktor fährt. Wallander sucht Viktor auf, der an seinen Verletzungen stirbt; sei letztes Wort lautet „Freitag“. Grace findet heraus, dass das Motorrad einem früheren Söldner namens Meyer gehört. Sie sagt, dass am nächsten Freitag eine Wahlkampfveranstaltung von Bernie Meyiwa, dem Kandidaten des ANC, stattfindet. Bei der Durchsuchung von Meyers Wohnung finden sich Spuren zu einem Bauunternehmen, das an einem Bauprojekt beteiligt ist, das Meyiwa zu stoppen versucht.
Wallander macht Meyers Auto ausfindig und findet anhand des Navigationsgerätes heraus, dass Meyer oft zu einer aufgegebenen Kaserne gefahren ist, die dem Verteidigungsministerium gehört, wo er Inga vermutet. Dort findet er in einem Wassertank Ingas Leiche. Wenig später taucht Meyer auf und erschießt ihn beinahe, doch Wallander stürzt ihn in die Tiefe. Als Meyers Handy klingelt, meldet sich Max Khulu.
Max Khulu ist über seine Treuhandgesellschaft in ein Bauprojekt verwickelt, über das er seine Investition vervierfachen kann, solange Meyiwa das Bauprojekt nicht stoppt. Daher hatte er ein Attentat auf Meyiwa geplant. Als Wallander und Grace Khulu mit ihrem Verdacht konfrontieren, beteuert er, auf der Seite von Meyiwas Sache zu stehen.
Wallander und Grace besuchen den Wahlkampfauftritt von Meyiwa. Wallander kommt auf die Idee, dass Meyer einen zweiten Trainingsplatz gebraucht hat, weil er einen weiteren Schützen als Ersatzmann trainiert hat. Wallander entdeckt den Schützen an einem Fenster und versucht erfolgreich, ihn von seinem Vorhaben abzuhalten.
Als die Polizei Khulu verhaften will, erschießt sich dieser. Wallander hält seine Rede auf der Konferenz.

## Kritiken
„Spannender, atmosphärisch dicht inszenierter (Fernseh-)Kriminalfilm mit sozialkritischer Haltung, der dem erzählerischen Universum des Romans von Henning Mankell durchaus entspricht. - Ab 16.“